# 鲍毓明事件
鲍毓明涉嫌性侵案指的是中国企业杰瑞集团副总裁兼首席法务官鲍毓明涉嫌在2016-2019年間性侵、虐待一名未成年女童，而引发中国大陆网民热烈讨论的舆情风波。事件在2020年4月8日由澎湃新聞以对女方的採訪視頻影片方式發表，翌日再由《南風窗》微信公眾號以調查長文發表而公諸於世，引發輿論沸腾，因此令最高检、公安部派出联合督导组於三省兩市之公安部門专案组調查。
事件引發民間激烈討論，包括：事件曝光前烟台市公安局對於女子報警之處理態度；有網民在微博上发起联署，呼籲修改《刑法》強姦罪以外；同時亦使中國大陸多年來一直普遍存在的私下送养與收养狀況浮上水面。

## 当事人物

### 韩姓女子
本案另一名当事人韩某某，曾在多個媒體报道中化名为“李星星”、“蘭兒”、“小芳”，户籍地安徽省太和县，自幼随其爷爷奶奶生活，2015年随父母租住江苏省南京市。
出生日期方面，女子與其母親均對外宣稱為2001年出生（發生性關係時為未成年），但2020年8月有網民根據多位在知乎、新浪微博網民的信息追查女生之安徽省学籍号與其2001年8月20日出生的身份證號，查詢對應者之出生日期為1997年10月1日，該網民與記者曾向太和县公安局查詢卻未果；後來专案组調查報告中提到其户籍登记出生日期为2001年8月，在鮑毓明事件後認定其实际出生日期为1997年10月；兩者均與網民追查結果初步吻合。

## 经过

### 韩姓女子指控
据受害人韓姓女子叙述，2015年12月31日，在她年满14周岁不久，“养父”鲍毓明对其进行了第一次性侵。韩姓女子当时尚未明白發生了什么，在网上咨询后，一位女医生告知她遭遇了强暴，并告知她去报警。於是，韩姓女子前往北京的一个派出所报警，但警察并没有立案；2016年4月開始，二人移居至山東烟台，在随后四年时间，她自述长期被性侵，被迫陪同养父观看儿童色情视频等。
2019年4月9日，因前一天韩姓女子自杀未成，山东省烟台市警察部门和检察院介入此案，随后韩姓女子向警方提供了多种物证和口供；數天后被警方告知在养父鲍毓明电脑内未查找到儿童色情片，并於4月26日决定撤案；同年10月9日第二次立案，但僅做取证工作。
2020年4月，韩姓女子讲述自身遭遇的视频在中国互联网上广泛流传后，4月9日澎湃新闻披露烟台警方与南京警方在同年2月29日的电话录音，录音中的烟台警方表示案件处理已经结束但沒有結案通知書。

### 财新网的争议报道
2020年4月12日，财新网刊出特稿《高管性侵养女事件疑云》，依据鲍毓明提供的信息，从另一角度讲述了这一事件。特稿称，“这更像是一个自小缺少关爱的女孩向‘养父’寻求安全感的故事”。文章说，鲍毓明提供的聊天记录显示韓姓女子对他确有爱恋，她并非无辜的受害者。文章发出后，财新网受到网友批评。4月13日，财新网公开道歉，称“报道确有采访不够充分、行文存在偏颇之处”，将这篇特稿下线。

### 鲍毓明反駁
事件曝光後，當時還是傑瑞集團副總裁的鮑毓明在2020年4月9日下午對上游新聞說，自己與韓姓女子不存在「養父女」關係，「她做這個事是別有用心，有不可告人的目的」，但沒有否認過與其發生過性關係；這是事件後他首度之公開回應。
同年4月11日，澎湃新聞接到鮑毓明的「身邊人」書面回應，並附帶9段2016年至2017年兩年多時間的鮑毓明與韓姓女生對話的手機錄屏。記錄中，有人向鮑毓明多次提到「親愛的」、「結婚」等內容，並提到讓鮑毓明兩年後拍婚紗照的約定，但此回應迴避雙方是否發生過性關係與被指強迫對方看「戀童癖影片」一事。
5月1日下午，鮑毓明在其個人微博發表「十問韓某」，卻被網友留言反問「你就回答一個問題，有沒有和未成年人發生性關係」？隨後他刪除該條微博。但當天與翌日鮑毓明發出多條微博斥責韓姓女子與「同伙」处心积虑編造事實等。
同年8月中旬，一則由鮑毓明發布之朋友圈截圖被廣泛傳播，他表示自己未發聲是不想熱度過高干擾辦案，並稱在「結果公布後」召開記者會說明。
同年9月8日鲍毓明在其個人的微信公眾號發表長文《涉嫌诽谤寻衅滋事，揭开南风窗的“画皮”》反駁《南風窗》之調查報道，引述報道中數個地方，指出其沒有再加求證核實，並否認一些關鍵事件（如否认自己在2015年带韩某到北京上学、在2015年末之跨年夜，未与韩某发生性关系等等），並舉出電話對話錄音稱韓姓女生「裝自殺威脅他人是家常便飯，她非常珍惜自己的生命」，並指責該刊「自己为谋求轰动效果刻意捏造和渲染之标题党」「利用仇权仇富情绪来吸引读者」，並表示已向国家新闻出版署舉報
。

## 官方调查
2020年4月11日，烟台市公安局表示已成立工作专班调查，并邀请烟台市检察院介入，将尽快公开结果。兩天後最高人民检察院、公安部派出联合督导组赴山东，对该案办理工作进行督导。
2020年6月1日，《中国新闻周刊》报道，鲍毓明案侦查完毕，审结。
2020年9月17日下午，最高检、公安部联合督导组、北京市司法局和烟台市公安局接连公布本案的調查結果，称经全面深入调查，现有证据不能证实鲍毓明的行为构成性侵犯罪。山东省烟台市公安9月17日通报，美国人鲍某某违反律师执业管理有关法律，情节严重，吊销其律师执业证书。另外，公安部决定对鲍某某驱逐出境。

### 韩姓女子的出生日期
联合督导组的调查披露，2015年3月（即與鲍毓明初次見面前）韓姓女子與其親父提供虛假出生證明與證人證言，将其出生日期由1997年10月改作2001年8月；经查阅韩姓女子学籍材料和历史档案，询问相关当事人和韩姓女子亲属、同学、邻居等知情人，并结合其本人骨龄鉴定结果，联合督导组推断她的真实出生日期为1997年10月。安徽省太和县委在調查報告公佈同日，对在養女之户籍年龄更改中负有直接或间接责任的相关责任人12人予以处理，包括当时在任的6名公安系统成员、2名卫生系统成员、2名原墙镇西街村委会成员和2名太和中学人员；該县公安局随即更正其户籍年龄。

### 二人关系发展
联合督导组的调查显示，两人的关系始于2015年，终于2019年，实际共同居住生活150余天，存在情侣关系。民政部门的消息显示，两人不符合法定收养条件，未办理收养手续，不存在收养关系。在两人交往过程中，鲍毓明不知道韩姓女子真实年龄。
调查发现，2014年4月至2015年2月，鲍毓明在网上多次发布“收养”信息。2015年9月开始，韩姓女子为改善生活条件，通过QQ等多次发布寻求“收养”信息，并与多人联系商谈“收养”事宜。韩姓女子在网上看到鲍毓明发布的“收养”信息后，主动与鲍毓明联系。2015年10月10日，鲍毓明到南京与韩姓女子及其母亲见面，两人以“收养”名义开始交往并发展为情侣。2019年6月两人关系破裂。
两人同居期间，曾因感情等问题曾多次发生矛盾。调查显示，韩姓女子多次报案及对外寻求帮助，原因都是和鲍毓明关系出现问题，一旦两人关系恢复或和好，韩姓女子即否认报警或者要求公安机关撤案。在不与鲍毓明共同居住期间，韩姓女子在南京正常上学、生活，且在多次报警的同时，以交朋友为名与其他男性谈恋爱。

### 性侵指控
联合督导组的调查認定，现有证据不能证实鲍毓明的行为构成强奸罪，但鲍毓明在自认为韩姓女子系未成年人的情况下，仍以“收养”为名与韩姓女子交往且与其发生性关系，违背了社会伦理道德與公序良俗。
调查说明，未发现鲍毓明违背韩姓女子意志，采用暴力、胁迫或者其他手段强行与其发生性关系的证据。韩与鲍见面时已年满十八周岁，不属于法律特殊保护的未成年人；根据司法鉴定结论意见，韩具有性防卫能力和作证能力。韩关于被鲍使用暴力手段发生性关系的陈述内容及提交的有关物证，经查证与事实不符，不能作为认定犯罪的依据。韩姓女子每次的报警、求助，都是由两人关系紧张而起，又因为关系恢复而撤案或被其否认。
调查显示，在与鲍毓明交往期间，韩姓女子行动自由，与家人、朋友保持正常通讯，未发现被鲍控制人身和通讯自由的情况。在不与鲍共同居住期间，韩在南京正常上学、生活，且在多次报警的同时，以交朋友为名结识其他男性并交往。调查未发现韩的QQ账户被鲍控制和伪造聊天记录的情况，也未发现她被鲍言语洗脑、实施精神控制发生性关系的情况。

### 鲍毓明的身份
北京市司法局的通报说明，鲍毓明于2005年5月由天津某律师事务所变更到北京市泰德律师事务所执业，长期在企业任职，而不是以专职律师从业。同时北京市司法局指出，鲍毓明2006年取得美国国籍后隐瞒不报，反而仍以专职律师身份执业，涉嫌向司法行政部门提供虚假材料。这两个行为符合《中华人民共和国律师法》第四十九条第三项，及《律师和律师事务所违法行为处罚办法》第十六条第二、三项规定的违法情形，所以北京市司法局決定吊销鲍的律师执业证书。根据《中华人民共和国出境入境管理法》第三条、第八十一条之规定以及公安部下達的指示，烟台市公安局决定驱逐鲍毓明出境。因为涉嫌对鲍毓明疏于管理，西城区司法局、西城区律师协会已分别对泰德律师事务所立案调查。

### 其他
联合督导组的调查证实，公安机关对鲍某某涉嫌性侵的数次报警报案都依法进行了处置，不存在不作为、慢作为问题。同时，联合督导组也认为民警存在執法不規範、答复簡單生硬的问题，并责成烟台市公安局认真整改。

## 备注
1. ↑  律师有下列行为之一的，由设区的市级或者直辖市的区人民政府司法行政部门给予停止执业六个月以上一年以下的处罚，可以处五万元以下的罚款；有违法所得的，没收违法所得；情节严重的，由省、自治区、直辖市人民政府司法行政部门吊销其律师执业证书；构成犯罪的，依法追究刑事责任：
…… 
（三）向司法行政部门提供虚假材料或者有其他弄虚作假行为的；
2. ↑  有下列情形之一的，属于《律师法》第四十九条第三项规定的律师“向司法行政部门提供虚假材料或者有其他弄虚作假行为的”违法行为： 
……
（二）在参加律师执业年度考核、执业评价、评先创优活动中，提供不实、虚假、伪造的材料或者有其他弄虚作假行为的；
（三）在申请变更执业机构、办理执业终止、注销等手续时，提供不实、虚假、伪造的材料的。
3. ↑  国家保护中国公民出境入境合法权益。

在中国境内的外国人的合法权益受法律保护。在中国境内的外国人应当遵守中国法律，不得危害中国国家安全、损害社会公共利益、破坏社会公共秩序。
4. ↑  外国人从事与停留居留事由不相符的活动，或者有其他违反中国法律、法规规定，不适宜在中国境内继续停留居留情形的，可以处限期出境。

外国人违反本法规定，情节严重，尚不构成犯罪的，公安部可以处驱逐出境。公安部的处罚决定为最终决定。

被驱逐出境的外国人，自被驱逐出境之日起十年内不准入境。